# Avenue de Verdun (Paris)
Pour les articles homonymes, voir Avenue de Verdun.
L'avenue de Verdun est une voie du 10e arrondissement de Paris, en France.

## Situation et accès
L'avenue de Verdun est une voie publique située dans le 10e arrondissement de Paris. Elle débute au 156, rue du Faubourg-Saint-Martin et se termine au 11, rue du Terrage.

## Origine du nom

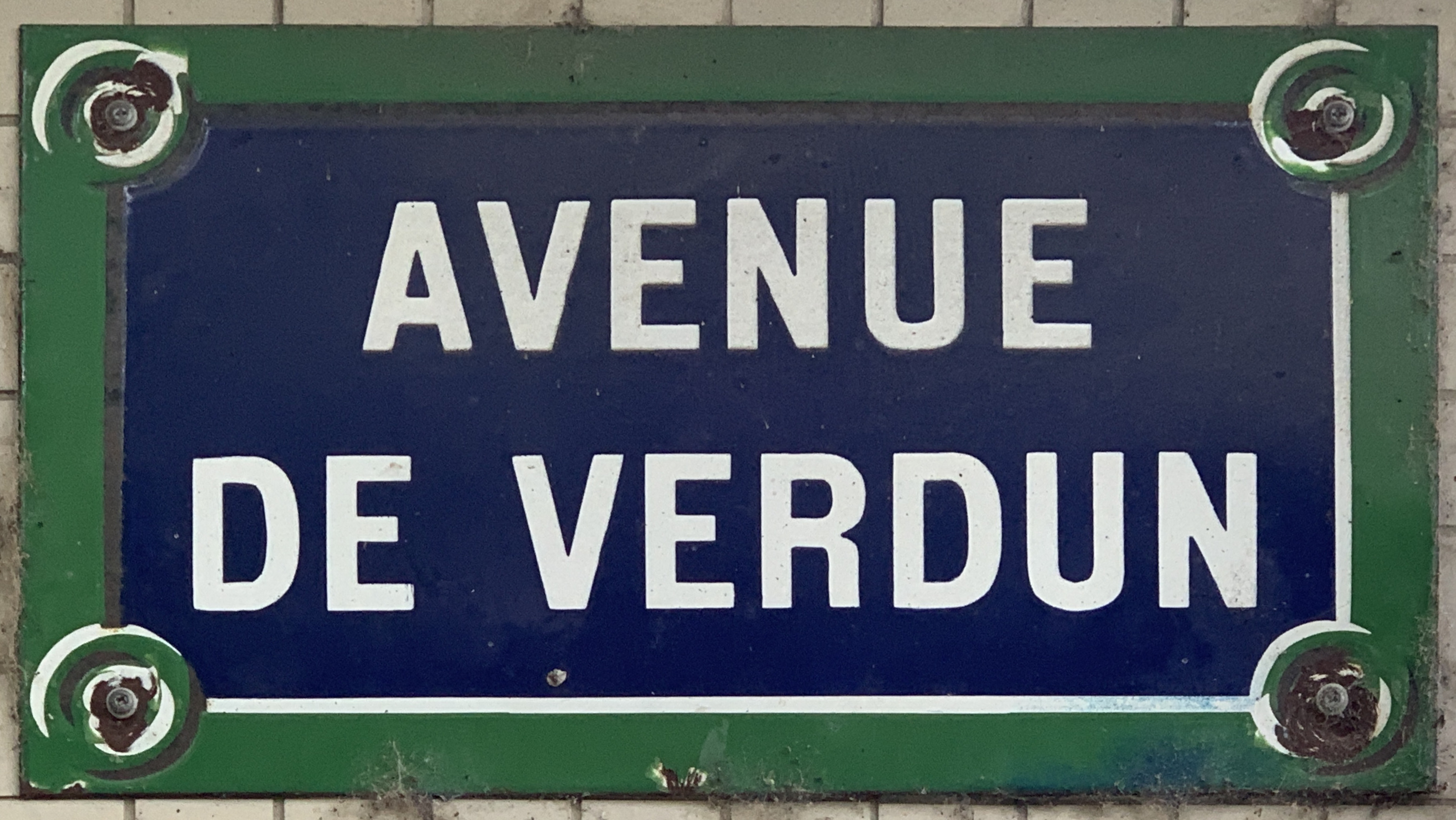
Plaque de l'avenue.

Elle porte le nom de Verdun, ville du département de la Meuse, célèbre par la bataille dont elle fut le centre en 1916.

## Historique
Cette voie est amorcée en 1929 lors de l'agrandissement de la gare de l'Est. Un projet de prolongement entre le quai de Jemmapes et la place du Colonel-Fabien a été abandonné.